# Toribio (kommun)
Toribio är en kommun i Colombia.   Den ligger i departementet Cauca, i den centrala delen av landet, 290 km sydväst om huvudstaden Bogotá. Antalet invånare är 26 512.